# دينيس بولياكوف
دينيس بولياكوف (بالروسية: Денис Васильевич Поляков)‏ (21 فبراير 1992 بكالينينغراد في روسيا - ) هو لاعب كرة قدم روسي في مركز الوسط. لعب مع كاريليا بتروزافودسك ‏ وFC Pskov-747 ‏.

## وصلات خارجية
- دينيس بولياكوف على موقع قاعدة بيانات كرة القدم.إي يو (الإنجليزية)
- دينيس بولياكوف على موقع Soccerway.com (الإنجليزية)